# 莫斯湖 (伯恩州)
47°1′19″N 7°28′49″E / 47.02194°N 7.48028°E
莫斯湖（Moossee），是瑞士的湖泊，位於該國西部，由伯恩州負責管轄，處於莫塞多夫附近，長1.1公里、寬0.3公里，面積0.3平方公里，海拔高度521米，最大水深21米。